# 半滑舌鳎
半滑舌鳎（学名：Cynoglossus semilaevis）为輻鰭魚綱鰈形目鰨亞目舌鳎科舌鳎属的鱼类，俗名半滑三线鳎、半滑三线舌鳎等。分布于北达朝鲜及日本、以及厦门附近到东海、黄海及渤海、在黄渤海较习见等，属于亚热带浅海底层鱼，體長可達57.1公分，棲息在底層水域，以甲殼類及魚類為食，生活習性不明。该物种的模式产地在烟台。
此鱼约57公分长。